# Laura Harvey
Laura Harvey (Nuneaton, 15 maggio 1980) è un'allenatrice di calcio ed ex calciatrice britannica, tecnico del Seattle Reign, squadra femminile che disputa la National Women's Soccer League (NWSL).
In precedenza, Harvey ha gestito la nazionale femminile statunitense Under-20, lo Utah Royals, l'Arsenal e il Birmingham City. È stata anche assistente della nazionale maggiore statunitense e ha collaborato con varie formazioni giovanili della nazionale inglese. Harvey è stata nominata allenatrice dell'anno della FAWSL nel 2011 dopo aver guidato l'Arsenal alla vittoria del campionato, della FA Cup e della Continental Cup. È stata nominata allenatrice dell'anno della NWSL nel 2014, 2015 e 2021.